# Rend (rendszertan)
Az élőlények biológiai rendszertani besorolásában a rend (latinul: ordo) az egyik fő kategória, amely az osztály (classis) és a család (familia) fő kategóriák között helyezkedik el.
A rend volt az egyik alapvető kategória Carl von Linné klasszikus ötös felosztásában (osztály-rend-család-nemzetség-faj).
Szükség esetén az élőlények fajainak osztályozásához a magasabb főrend vagy öregrend (superordo; növényeknél és gombáknál főrend, állatoknál öregrend), illetve az alacsonyabb alrend (subordo) és alrendág (infraordo) alkategóriák is felhasználhatók. Valamint esetleg az alrendág alatt a részalrend (parvordo), és az öregrend fölött a rendcsoport (magnordo).

## A rend elhelyezkedése a rendszertani felosztásban
A fő kategóriákat félkövér, az alkategóriákat a normál betű jelöli.
- osztály (classis)
  - alosztály (subclassis)
    - alosztályág (infraclassis)
      - főrend vagy öregrend (superordo)
        - rend (ordo)
          - alrend (subordo)
            - alrendág (infraordo)
              - főcsalád vagy öregcsalád (superfamilia)
                - család (familia)